# Rikke Skov
Rikke Erhardsen Skov (* 7. September 1980 in Viborg, Dänemark) ist eine ehemalige dänische Handballspielerin.

## Karriere
Skov begann mit zwölf Jahren das Handballspielen bei Overlund GF. 1994 wechselte sie zu Viborg HK, bei dem sie bis zu ihrem Karriereende spielte. Zwischenzeitlich wurde sie jedoch für zwei Monate an Team Tvis Holstebro ausgeliehen. Mit Viborg gewann die Rückraum linke zehnmal die Meisterschaft (1999, 2000, 2001, 2002, 2004, 2006, 2008, 2009, 2010 und 2014), viermal den Pokal (2003, 2006, 2007 und 2008), zweimal den EHF-Pokal (1999 und 2004) und dreimal die EHF Champions League (2006, 2009 und 2010). Skov ist in der Saison 2011/12 neben ihrer Rolle als Spielerin ebenfalls als Assistenztrainerin in Viborg tätig. Nach der Saison 2016/17 beendete sie ihre Karriere.
Skov bestritt 152 Länderspiele für die dänische Frauen-Handballnationalmannschaft. Mit Dänemark gewann sie 2004 die olympische Goldmedaille. Außerdem wurde die Rechtshänderin 2004 Vize-Europameisterin. Im Sommer 2012 nahm sie an den Olympischen Spielen in London teil. Anschließend beendete sie ihre Nationalmannschaftskarriere. 2015 gab Skov ihr Comeback im dänischen Nationaltrikot. Im April 2016 beendete sie endgültig ihre Länderspiellaufbahn.
Rikke Skov führte bis Oktober 2011 eine eingetragene Partnerschaft mit der Handballspielerin Lotte Kiærskou. Mit ihrem jetzigen Partner hat sie eine gemeinsame Tochter.